# Episodi di Whitney (seconda stagione)
La seconda stagione della serie televisiva Whitney è stata trasmessa sul canale statunitense NBC dal 14 novembre 2012 al 27 marzo 2013.
In Italia, la stagione è attualmente inedita.
| nº | Titolo originale      | Prima TV USA     |
| -- | --------------------- | ---------------- |
| 1  | Bawl and Chain        | 14 novembre 2012 |
| 2  | Poor Whitney          | 21 novembre 2012 |
| 3  | Sex, Lies, and Alibis | 5 dicembre 2012  |
| 4  | Hello Giggles         | 12 dicembre 2012 |
| 5  | Three's Company       | 2 gennaio 2013   |
| 6  | Two Broke Hearts      | 9 gennaio 2013   |
| 7  | Sorry!                | 30 gennaio 2013  |
| 8  | Space Invaders        | 6 febbraio 2013  |
| 9  | Snapped               | 13 febbraio 2013 |
| 10 | Breaking Dad          | 20 febbraio 2013 |
| 11 | Slow Ride             | 27 febbraio 2013 |
| 12 | Lost in Transition    | 6 marzo 2013     |
| 13 | Nesting               | 13 marzo 2013    |
| 14 | Crazy, Stupid, Words  | 20 marzo 2013    |
| 15 | Alex, Meet Lily       | 27 marzo 2013    |
| 16 | Cake, Cake, Cake      | 27 marzo 2013    |